# Viola oldhamiana
Viola oldhamiana är en violväxtart som beskrevs av Takenoshin Nakai. Viola oldhamiana ingår i släktet violer, och familjen violväxter. Inga underarter finns listade i Catalogue of Life.